# Kaisersdorf
Kaisersdorf è un comune austriaco di 629 abitanti nel distretto di Oberpullendorf, in Burgenland. Abitato anche da croati del Burgenland, è un comune bilingue; il suo nome in croato è Kalištrof.